# Balmea
Balmea é um género botânico pertencente à família Rubiaceae.

## Espécies
- Balmea stormae